# Cyclosa micula
Cyclosa micula là một loài nhện trong họ Araneidae.
Loài này thuộc chi Cyclosa. Cyclosa micula được Tord Tamerlan Teodor Thorell miêu tả năm 1892.